# FK Kaljari
Kaljari (ital. Cagliari Calcio) fudbalski je klub iz Kaljarija, Italija. Klub je osnovan 1920. godine i trenutno se takmiči u Seriji A. Kaljari svoje mečeve igra na stadionu Sant Elija koji ima kapacitet od 16.000 mesta. Kaljari je je svoju jedinu titulu prvaka Italije osvojio u sezoni 1969/70, a sezonu ranije bio je viceprvak.

## Uspesi

### Nacionalni
Serija A
- Prvak (1) : 1969/70.

- Viceprvak (1) : 1968/69.

 Serija B
- Prvak (1) : 2015/16.
- Viceprvak (3) : 1963/64, 1978/79, 2003/04.
- Promovisan u viši rang (2) : 1989/90, 1997/98.

Serija C / Serija C1
- Prvak (3) : 1930/31, 1951/52, 1988/89.

### Međunarodni
```
UEFA kup
```

- Polufinalista (1) : 1993/94.

## Poznati igrači
- Fabijan O’Nil

## Spoljašnje veze
- Zvanični veb-sajt Архивирано на веб-сајту  (15. фебруар 2017)